# Andrea Heistinger
Andrea Heistinger (* April 1974 in Salzburg) ist eine österreichische Gartenbuchautorin, Agrarwissenschafterin und Organisationsberaterin. Sie ist Expertin für Bio-Gartenbau, Sortenvielfalt und Selbstversorgung.

## Werdegang
Heistinger besuchte das Piaristengymnasium in Wien. Nach der Matura im Jahr 1992 absolvierte sie das Studium der Landwirtschaft an der Universität für Bodenkultur in Wien. Ihre Diplomarbeit verfasste sie am Institut für Geschichte der Universität Wien, sie wurde 2002 in der Edition Löwenzahn des Studienverlags Innsbruck veröffentlicht. Es folgten Bücher, die sie im Auftrag des Vereins Arche Noah (Schiltern/Niederösterreich) schrieb. Dafür arbeitete sie mit Experten aus Nichtregierungsorganisationen, Regierungsorganisationen sowie Erwerbsgärtnereien zusammen, um gartenbauliches Erfahrungswissen zu integrieren und einem breiten Publikum zugänglich zu machen. Das Handbuch Samengärtnerei von 2004 gilt als Standardwerk und erschien im Jahr 2013 auch auf Englisch sowie 2015 auf Französisch.
Heistinger erhielt 2011 und 2014 Buchpreise der Deutschen Gartenbau-Gesellschaft und im Jahr 2015 den französischen Gartenbuchpreis Prix pratique (Le prix P.J. Redouté) der französischen Gartenbaugesellschaft l’Association des jardins du Maine (JASPE).
In den Jahren 2000 bis 2008 war Heistinger in Forschungs- und Regionalentwicklungsprojekten für das Land Südtirol tätig, ebenso als Lektorin an der Universität für Bodenkultur und der Universität Wien. Ein weiterer Schwerpunkt ihrer Tätigkeit besteht in der Erwachsenenbildung in der Landwirtschaft und im Gartenbau.
Heistinger ist in der Schweiz (am Ausbildungsinstitut Meilen) ausgebildete systemische Beraterin und seit dem Jahr 2018 als Unternehmensberaterin tätig. Der Schwerpunkt ihrer Tätigkeiten umfasst das Coaching von Führungskräften sowie die Begleitung von Change-Prozessen in Unternehmen und Organisationen. Ein Schwerpunkt ihrer Arbeit ist die Beratung und Begleitung von Familienunternehmen.
Heistinger lebt mit ihrer Familie in St. Pölten. Sie ist Mutter zweier Söhne.

## Publikationen (Auswahl)
- Die Saat der Bäuerinnen. Saatkunst und Kulturpflanzen in Südtirol. Edition Löwenzahn, Salzburg 2001, ISBN 3-7066-2253-X.
- Handbuch Samengärtnerei. Sorten erhalten, Vielfalt vermehren, Gemüse genießen. Edition Löwenzahn, Salzburg 2004, ISBN 3-7066-2352-8.
- Handbuch Bio-Gemüse, Sortenvielfalt für den eigenen Garten. Edition Löwenzahn, 2010, ISBN 978-3-7066-2459-6.
- Handbuch Bio-Balkongarten. Edition Löwenzahn, Salzburg 2012, ISBN 978-3-7066-2494-7.
- Das große Biogarten-Buch. Edition Löwenzahn, Salzburg 2013, ISBN 978-3-7066-2516-6.
- The Manual of Seed Saving. 2013, Timber Press, ISBN 978-1-60469-382-9.
- Bio-Dünger selber machen. Edition Löwenzahn, Salzburg 2014, ISBN 978-3-7066-2519-7.
- Semences Potagères. Le manuel pour les produire soi-meme. Éditions du Rouergue, Paris 2015, ISBN 978-2-8126-0864-3.
- Kräuter richtig anbauen. Edition Löwenzahn, Salzburg 2016, ISBN 978-3-7066-2596-8.
- Basiswissen Selbstversorgung aus Biogärten. Individuelle und gemeinschaftliche Wege und Möglichkeiten. 2018, ISBN 978-3-7066-2548-7.